# Сан Фјорано дел Палацо (Кремона)
Сан Фјорано дел Палацо је насеље у Италији у округу Кремона, региону Ломбардија.
Према процени из 2011. у насељу је живело 17 становника. Насеље се налази на надморској висини од 38 м.